# Lasius turcicus
Lasius turcicus (лат.) — вид муравьёв род Lasius из подсемейства Formicinae (Formicidae). Западная Палеарктика.

## Описание
Рабочие имеют длину около 4 мм. Окраска тела желтовато-коричневая. Клипеус с редким опушением, расстояние между щетинками равно или чуть больше их длины. Тело покрыто густыми прилежащими волосками. Усики 12-члениковые. На скапусе менее пяти отстоящих волосков, на задних голенях полуотстоящие щетинки отсутствуют.

## Классификация
Включён в состав номинативного подрода Lasius s. str., морфологически близок к видам L. psammophilus и L. neglectus. От близких видов (таких как L. psammophilus) отличается отсутствием полуотстоящих щетинок на задних голенях, слабой метанотальной бороздкой, плоским дорзумом проподеума, меньшим числом зубцов на жвалах (<7). Вид был впервые описан в 1921 году по материалам из Турции под названием Lasius niger st. turcica Santschi, 1921. Позднее рассматривался или как подвид или как синоним вида L. alienus. До самостоятельного видового статуса повышен в 1992 году. В 2020 году включён в комплекс видов Lasius turcicus вместе с Lasius neglectus Van Loon et al., 1990, Lasius austriacus Schlick-Steiner, 2003, Lasius precursor Seifert, 2020, Lasius tapinomoides Salata & Borowiec, 2018 и Lasius israelicus Seifert, 2020.

## Распространение
Встречаются Западной Палеарктике от Иберийского полуострова до Турции, Ирана и Сирии. Греция, Грузия и Россия